# مجلس حاكم ماساشوستش
مجلس حاكم ولاية ماساتشوستس (بالإنجليزية: Massachusetts Governor's Council)‏ (المعروف أيضًا باسم المجلس التنفيذي) هو هيئة حكومية تُقدم المشورة والمُوافقة في بعض المسائل لحاكم ماساتشوستس مثل الترشيحات القضائية والعفو والتخفيف. ينتخب الجمهور العام المستشارين ويُصدق على واجباتهم بموجب دستور ماساتشوستس.